# Хайдарабад
Вижте пояснителната страница за други значения на Хайдарабад.
Хайдарабад или Хайдерабад (на телугу: హైదరాబాదు; на урду: حیدر آباد), е столицата и най-големият град на щата Телангана, Югоизточна Индия.
Градът има население от 6 809 970 жители, градската агломерация – 7 749 334 към 2011 г. Общата площ е 625 km².
Основан е през 1592 г.

## Побратимени градове
- Брисбън, Австралия